# 孫元一 (潜水艦)
孫元一（ソン・ウォニル、日本語読み：そん げんいち、朝鮮語：손원일、ラテン文字：Son Won-il, SS-072）は、大韓民国海軍の潜水艦。ドイツの輸出用通常動力潜水艦214型潜水艦、韓国では「孫元一級潜水艦」としており、その1番艦。艦名は初代海軍参謀総長を務めた孫元一に由来する。

## 艦歴
「孫元一」は、現代重工業蔚山造船所で2002年10月に起工し、2006年6月9日に盧武鉉大統領が臨席の下で進水、2007年12月27日に釜山作戦基地にて就役し、鎮海に所在する第9戦団に配備された。
しかし就役後プロペラシャフトから発生する騒音が大きい事が判明したため、プロペラシャフトを交換することになる。新東亜によれば騒音問題は事実でないとされる。2012年11月、原因不明の騒音発生のため前年4月より完全解体の上修理を実施していることが明らかになった。修理作業にはドイツより招聘された技術陣も参加しているが、現在に至るまでこの艦が第一線に復帰したという発表はされていない。
また2014年10月、韓国SBSは、孫元一級は数週間の間、海中で作戦行動を行なえる性能を有しているはずにもかかわらず、実際には燃料電池の不具合から連続潜航が可能な期間は数日に過ぎなかったと報じた。孫元一級3隻の燃料電池は、海軍が購入する前からすでに不具合が判明、納入前から93回も故障していたにもかかわらず海軍はこれを3隻購入した。その後も燃料電池は102回も停止したという。防衛事業庁は進水してから6年が経過した2013年、燃料電池の冷却システムに問題を見つけ、2014年上半期に修理を終えたと明らかにしたという。